# Верстаппен, Аннемари
Аннемери Верстаппен (нидерл. Annemarie Verstappen, род. 3 октября 1965, Росмален, Северный Брабант, Нидерланды) — голландская пловчиха, олимпийская чемпионка 1984 года, многократная призерша чемпионатов мира на длинной воде и чемпионата Европы.

## Биография
Первым клубом в котором она тренировалась был «BZV», который она сменила на «de Dommelbaarzen», а после и «die Heygrave». Была признана «Спортсменом года» в Нидерландах в 1982 году.
В 1989 году вышла замуж за Пита Янссена (нидерл. Piet Janssen), в браке с которым родилось пять детей. Один ребенок умер в младенчестве, а остальные четверо стали спортсменами: старший сын, Винсент Янссен, профессиональный футболист, выступающий за английский футбольный клуб «Тотенхем», младший сын бейсболист, а дочери — пловчихи.
В 2009 году стала рыцарем ордена Оранских-Нассау за спортивные достижения и волонтёрскую деятельность.
Самым высоким достижением в карьере Верстаппен стали Летние Олимпийские игры 1984 года в Лос-Анджелесе. На этих соревнованиях она заработала сразу три медали. Серебряная награда в эстафете 4×100 м вольным стилем, и две бронзовые медали в заплыве вольным стилем на 100 и 200 м.